# Okose
Okose (Servisch cyrillisch Окосе) is een plaats in de Servische gemeente Novi Pazar. De plaats telt 36 inwoners (2002).